# Seweryn Ritter von Jelita Żelawski
Seweryn Ritter Żelawski von Jelita (ur. 25 grudnia 1837 Gwoźnicy, w Galicji, zm. 30 stycznia 1907 w Grazu) – tytularny marszałek polny porucznik cesarskiej i królewskiej Armii.

## Życiorys
Był synem radcy policyjnego. Od 27 stycznia 1850 kadet instytutu wojennego St. Polten w Wiedniu przy 56 pułku von Gorizztti. 1 maja 1859 awansowany do stopnia porucznika. 1 listopada 1872 uzyskał stopień kapitana II. klasy. Adiutant przy 54 Batalionie Ladwehry w Wadowicach w roku 1885. Od 1887 Komendant 52 Batalionu Ladwehry w Krakowie. 1 maja 1889 został komendantem 16 Pułku Piechoty Obrony Krajowej w Krakowie. W 1891 został przeniesiony na stanowisko komendanta 8 Pułku Piechoty Obrony Krajowej w Pradze. W grudniu 1895 został przeniesiony do Budapesztu na stanowisko komendanta 62 Brygady Piechoty. Na tym stanowisku 9 maja 1896 został mianowany na stopień generała majora. 1 maja 1899 został przeniesiony w stan spoczynku, w stopniu tytularnego marszałka polnego porucznika. Zmarł 30 stycznia 1907 w Grazu.
Uczestnik kampanii włoskiej w latach 1859 i przeciwko Prusom w 1866.

## Ordery i odznaczenia
- Signum Laudis Brązowy Medal Zasługi Wojskowej na czerwonej wstążce[3]